# Christine Lehder
Christine Lehder (* 25. Dezember 1952 in Saalfeld/Saale) ist eine deutsche Politikerin.
Nach dem Abitur 1971 studierte Christine Lehder bis 1975 in Weimar Baustoffverfahrenstechnik, anschließend arbeitete die Diplomingenieurin bis 1990 als Technologische Projektantin. Nach ihrem Eintritt in die SPD 1990 war sie hauptamtliche Regionalgeschäftsführerin in der SPD Thüringen. 
Lehder war von 1998 bis 2005 direkt gewähltes Mitglied des 14. und 15. Deutschen Bundestages; zuerst für den Wahlkreis Saalfeld – Pößneck – Schleiz – Lobenstein – Zeulenroda und dann für den Wahlkreis Sonneberg – Saalfeld-Rudolstadt – Saale-Orla-Kreis. Als Bundestagsabgeordnete war sie Mitglied im Ausschuss für Familie, Senioren, Frauen und Jugend sowie ab 2002 auch Mitglied im Sportausschuss.
Lehder wohnt in Saalfeld/Saale und gehört seit 1990 dessen Stadtrat an. Dort ist sie Mitglied des Rechnungsprüfungsausschusses. 2020 wurde sie für ihre Tätigkeit als Stadträtin mit der Goldenen Bürgermedaille der Stadt Saalfeld/Saale ausgezeichnet.
Seit 2020 ist Lehder stellvertretende Vorstandsvorsitzende des Kunstvereins Saalfeld.
Sie ist verheiratet und hat zwei Töchter.